# Christophe de Thou

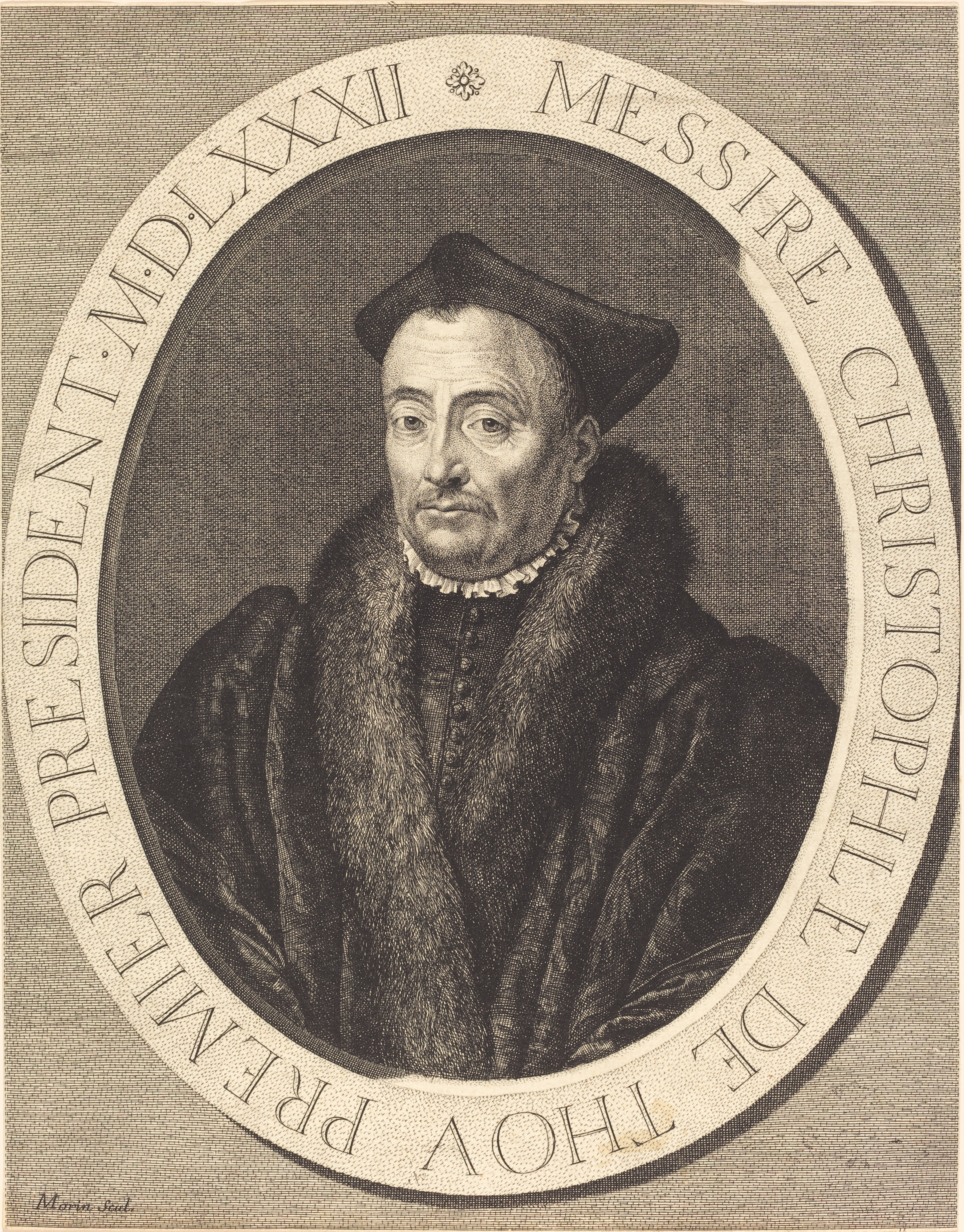
Messire Christophle de Thov Premier President MDLXXXII (1582), Radierung und Gravur von Jean Morin, National Gallery of Art, Washington, D.C.

Christophe de Thou (oder damals Christofle; 28. Oktober 1508 in Paris; † 1. November 1582 in Pontorson) war ein französischer Magistrat; er war Erster Präsident des Parlements von Paris vom 14. Dezember 1562 bis zu seinem Tod.
Er war Chevalier, Seigneur de Cély, Stains, Emery, Saint-Maurice, Charenton et Génitoy, Bailli de Milly-en-Gâtinais et de Melun.

## Leben
Christophe de Thou war der Sohn von Augustin de Thou, Seigneur de Bonneuil et de Villebon, Président à mortier du Parlement de Paris († 6. März 1554), und Claude de Marle de Versigny, sowie Kusine des Kanzlers Jean de Gannay.
Er hatte zwanzig Geschwister, von denen 14 im Kindesalter starben. Zu den übrigen Geschwistern gehörten: Nicolas de Thou († 1598), Bischof von Chartres, Augustin II. de Thou († 1570), Avocat du Roi auChâtelet, und Adrien de Thou († 1570), Kanoniker der Kathedrale Notre-Dame de Paris und Conseil-clerc im Parlement de Paris.
Christophe de Thou war Avocat au Parlement de Paris, Avocat du Roi an der Table de Marbre (dem Obergericht der Eaux et Forêts), wurde Secrétaire du Roi (am 2. Juni 1549), Prévôt des marchands (1552), nachdem er bereits 1535 Schöffe gewesen war, Kammerpräsident des Pariser Parlements (1554), und am 14. Dezember 1562 Erster Präsident. Er führte eine Reform des Gewohnheitsrechts durch.
Er diente auch als Kanzler des Herzogs von Alençon, sowie als Berater der Könige Heinrich II., Karl IX. und Heinrich III. sowie der Königinmutter Maria de’ Medici.

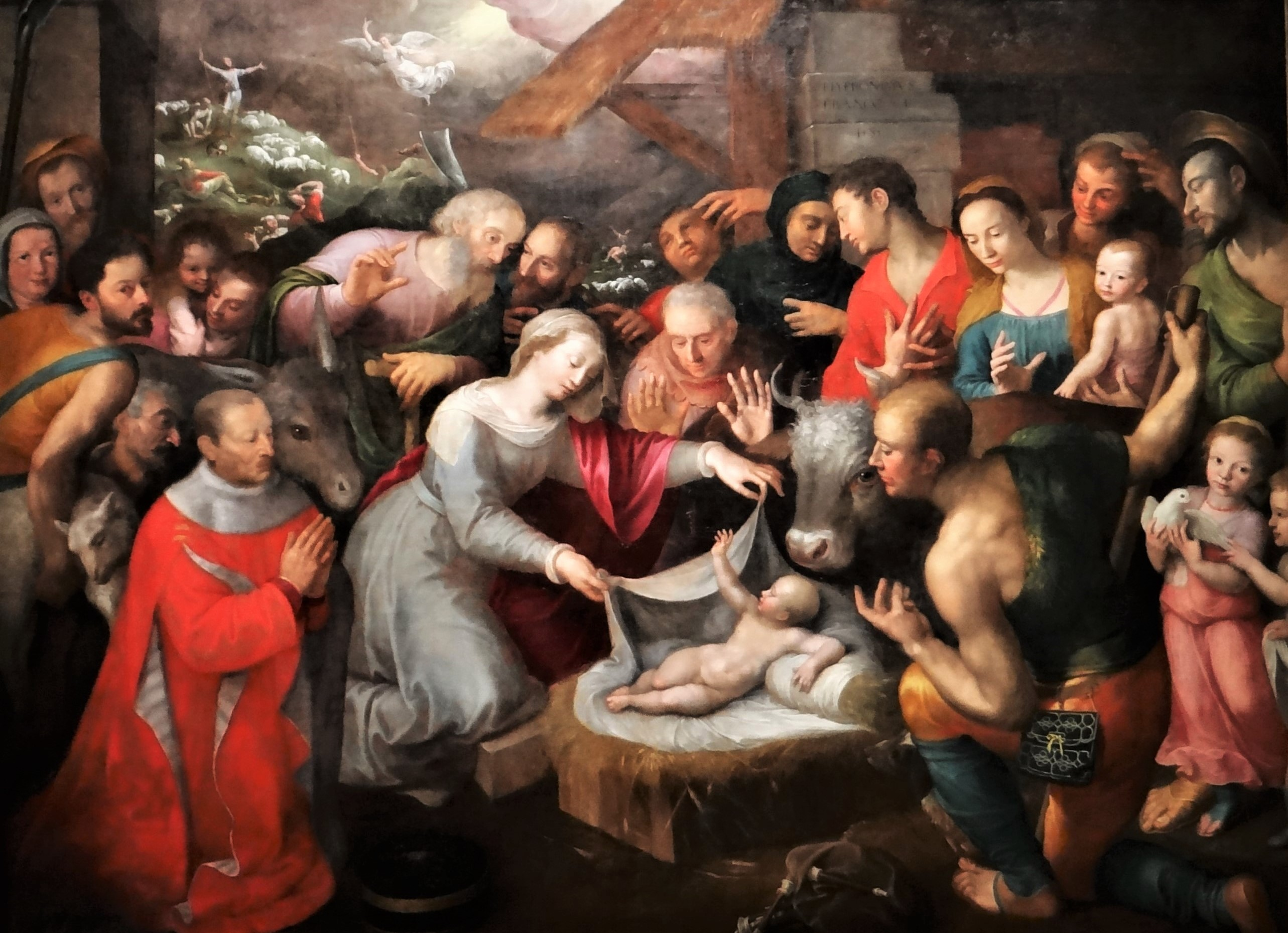
Anbetung der Hirten von Hieronymous Francken I, 1585, Christophe de Thou (kniend, links)

Er war der erste Pariser, der eine Kutsche besaß. 1554 tauschte er ein Haus gegen ein geräumigeres und schenkte dem Collège de Boissy, das es von Etienne Vidé hatte, am 4. März 1559 eine Rente von 153 Livres, 13s und 8d auf das Hôtel de Ville und verkaufte sein Silbergeschirr, um diese Rente zu ergänzen.
Sein Hôtel particulier befand sich in der Rue des Poitevins, wo die Familie bis zum Tod seines Sohnes, des Historikers Jacques Augustin (1617), wohnte, der während der Herrschaft Heinrichs IV. eine wichtige Rolle spielte. Dort wurde die Bibliothèque de Thou gegründet, die 1680 verkauft und später mit der Bibliothèque du Roi vereint wurde, deren Großmeister Jacques Auguste 1593 gewesen war.

### Ehe und Familie
Christophe de Thou heiratete Jacqueline de Tuleu oder (Tulleu), Dame de Cély, Tochter von Jean de Tuleu und Jeanne Chevalier. Ihre Kinder sind:
- Jean (* 1545; † 5. August 1579 in Paris), Seigneur de Bonneuil et de Cély, Conseiller du Roi, Maître ordinaire des requêtes de l’Hôtel du Roi (1570); ⚭ (Ehevertrag 4. Februar 1568) Renée Baillet, Dame de Bonneuil et de Sceaux, Tochter von René Baillet, Seigneur de Sceaux et de Tresmes, Président au Parlement de Paris, und Isabeau Guillard
- Christophe Auguste († ermordet in La Grande-Paroisse während der Kämpfe der Katholischen Liga), Seigneur de La Grande-Paroisse et Saint-Germain-en-Brie, Grand Maître des Eaux et Forêts de Normandie, Bailli de Melun; ⚭ Françoise Allegrain, Dame de Saint-Germain-en-Brie et de la Grande-Paroisse, Tochter von Louis Allegrain, Seigneur de Saint-Germain-en-Brie et de la Grande-Paroisse und Louise Briçonnet
- Jacqueline, Äbtissin von Malnoue
- Jaques Augustin (* 8. Oktober 1553 in Paris; † 7. Mai 1617 ebenda), Baron de Meslay, Seigneur de Villebon, Maître des requêtes (1584), Notaire et Secrétaire du Roi, Président à mortier au Parlement de Paris, Grand Maître de la Bibliothèque du Roi (1593), Historiker; ⚭ (1) 1587 Marie de Barbençon-Cany († 1601), Tochter von François de Barbençon, Seigneur de Cany; ⚭ (2) 1602 Gasparde de La Châtre (* 1577; † Juli 1616), Tochter von Gaspard de La Châtre, Comte de Nançay, Capitaine des Gardes du Corps du Roi, und Gabrielle de Batarnay (Haus La Châtre)
- Marie, Äbtissin von Les Clairets bei Nogent-le-Rotrou
- Anne (* 1550; † 27. Juli 1584); ⚭ 13. Mai 1566 Philippe Hurault de Cheverny (* 25. März 1528; † 29./30. Juli 1599), Chevalier, Comte de Cheverny et de Limours, 1583 Kanzler von Frankreich, Sohn von Raoul II. Hurault und Marie de Beaune
- Catherine (* 1554); ⚭ 30. Mai 1568 Achille I. de Harlay (* 7. März 1536; † 29. Oktober 1616 in Paris), Premier Président du Parlement de Paris (1582), Comte de Beaumont (September 1612), Sohn von Christophe I. de Harlay und Catherine du Val (Harlay)

Christophe de Thou starb am 1. November 1582 in Pontorson. Seine Frau starb am 21. Januar 1588 in Paris und wurde am 26. Januar 1588 in der Gruft ihres Mannes in der Augustinus-Kapelle der Kirche Saint-André-des-Arts beigesetzt, woran eine Marmorplatte am Chorabschluss erinnert.